# Jamie Grace
Jamie Grace (Atlanta, 25 novembre 1991) è una cantante e rapper statunitense.

## Biografia
Jamie Grace si è fatta conoscere col brano Hold Me, candidato per un Grammy e certificato oro dalla Recording Industry Association of America; la traccia è inclusa nel primo album in studio One Song at a Time, arrivato nella top 100 della Billboard 200. È stato più fortunato Ready to Fly (2014), disco con cui ha ottenuto il suo miglior posizionamento nella sopraccitata classifica (32ª posizione). Ha poi fatto uscire i dischi '91 e Dreamers, rispettivamente nel 2017 e nel 2023.

## Discografia

### Album in studio
- 2011 – One Song at a Time
- 2014 – Ready to Fly
- 2017 – '91
- 2023 – Dreamers

### EP
- 2011 – Hold Me
- 2020 – Normal

### Raccolte
- 2016 – The Christmas Collection

### Singoli
- 2018 – Wait It Out
- 2019 – The Story (Noel)
- 2020 – Dream Big
- 2020 – Wonderful
- 2020 – Marching On
- 2020 – Live About It
- 2022 – Carry Me Through
- 2022 – Faithful
- 2023 – Washington
- 2023 – Dreamers
- 2024 – Forever in Love
- 2024 – One of Those Days